# Hetzlos
Hetzlos ist ein Gemeindeteil des Marktes Oberthulba im unterfränkischen Landkreis Bad Kissingen in Bayern.

## Geographische Lage
Das Kirchdorf Hetzlos liegt am Fuße des Büchelbergs westlich von Oberthulba. Die durch den Ort verlaufende Kreisstraße KG 35 mündet westwärts in der Bundesstraße 27. Ostwärts führt die KG 35 nach Frankenbrunn und Reith. Durch Hetzlos verläuft der Fränkische Marienweg.

## Geschichte

### Anfänge

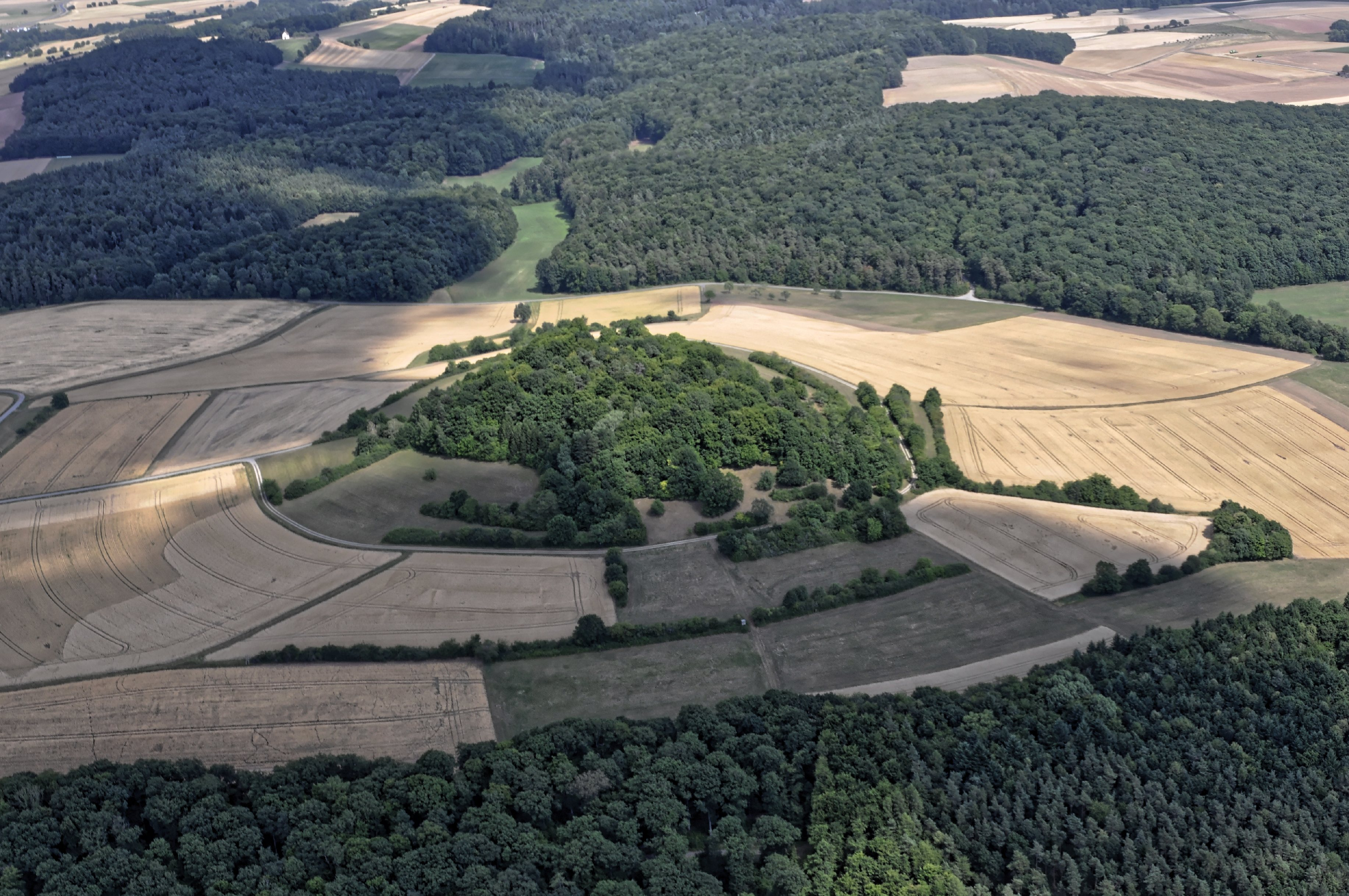
Der Büchelberg bei Hetzlos

Die erste bekannte urkundliche Erwähnung des Büchelbergs, auf dem später der Ort Hetzlos entstand, stammt vom 7. Januar 777 im Rahmen einer Schenkung an das Kloster Fulda durch König Karl den Großen. Wenige Jahrhunderte später entstand auf dem Büchelberg eine Burganlage; es ist jedoch unbekannt, ob diese bereits im achten Jahrhundert bestand. Für das 13. und 14. Jahrhundert gibt es Nachweise über Mitglieder des Geschlechtes von Buchenberg. So war im Jahr 1230 ein Berthold von Buchenberg Zeuge bei einem Kaufvertrag zwischen Otto von Botenlauben und Bischof Hermann I. von Lobdeburg. Von Heinrich von Buchenberg, der im Jahr 1345 starb, ist bekannt, dass er 1303 und 1314 Lehnsstücke in der Region besaß. Als Äbtissin des Klosters Thulba ist eine Anna von Buchenberg bekannt. Auf dem heutigen Gebiet von Hetzlos wurde, nachdem das Geschlecht von Buchenberg möglicherweise ausgestorben war, den Herren von Erthal der Büchelberg und die Hetzloser Region zum Lehen gegeben. Für diese Zeit ist die Burg auf dem Büchelberg bereits belegt. Es wurden die drei Gemeinden Hetzlos, Obererthal und Untererthal gegründet, deren Grenzen im Jahr 1669 festgelegt wurden. Ferner entstand ein Dorf namens Igelweid, das für das Jahr 1311 erstmals belegt ist, vermutlich von Sachsen bewohnt war und später zur Wüstung wurde.
Die erste bekannte urkundliche Erwähnung von Hetzlos stammt aus dem Jahr 1447, als ein Hans Keller zu Lohr von den Brüdern Anton und Heinrich von Erthal den kleinen Wald Igels als Afterlehen bekam. Der Ortsname von Hetzlos entstand aus dem Hof „Hezzels“, einem Namen für Heinrich, und wandelte sich von „Hetzles“ über „Hötzles“ zu „Hetzlar“. Im Namen kommt zum Ausdruck, dass zu den Anfangszeiten des Ortes Adelige hier Jagden veranstalteten, wobei Hunde zur Hatz geschickt wurden.

### Hetzlos zu Beginn der Neuzeit
Im Jahr 1473 wurde Hetzlos das Lehen der Hammelburger Schultheißen und kam erst 1558 unter Hans Jörg von Erthal, der im Jahr 1571 auch die Burg auf dem Büchelberg aufkaufte, wieder in den Besitz der Herren von Erthal zurück. Die ersten Bewohner von Hetzlos lebten von Viehzucht und Weinbau; der Boden war zu unfruchtbar für den Ackerbau. Die Nutzung einer gemeinsamen Markung durch Hetzlos, Obererthal und Untererthal für die Viehzucht führte zu häufigen Konflikten zwischen diesen Orten, so dass im Jahr 1566 ein Vertrag geschlossen wurde, der die Nutzung der Markung regelte. Als drei Hetzloser Bürger dem Junker Dietrich Holz in Erthal den Frondienst verweigerten und daraufhin mit einer Gefängnisstrafe belegt wurden, machte der Abt des Klosters Fulda auf eine Vereinbarung von 1522 aufmerksam, wonach Hetzlos Erbhuldigung und Gehorsam dem Stift Fulda zu leisten hatte. Da die Vogteirechte jeweils zur Hälfte den Herren von Erthal und dem Stift Fulda gehörten, kam es zwischen beiden Seiten zu Konflikten um die Vorherrschaft.
Im Jahr 1623 kam es zu einer Gerichtsverhandlung zwischen Frankenbrunn und Hetzlos, als Frankenbrunn den Hetzlosern das anfänglich zugebilligte Weiderecht in der Frankenbrunner Gemarkung absprechen wollte. Hetzlos verwies auf den Erbzins und den Zehnten, den der Ort für das Weiderecht an Frankenbrunn entrichtete. Auf Grund der Gerichtsentscheidung vom Mai 1624 konnte Hetzlos sein Weiderecht behalten. Der Dreißigjährige Krieg machte im Jahr 1629 die Pläne des verschuldeten Hans von Erthal, seine Güter an das Kloster Fulda zu verkaufen, unmöglich. Während eines Gewitters am 2. August 1631 kam es in Hetzlos zu Überschwemmungen, zur Vernichtung der Ernte und zur Zerstörung dreier Scheunen und eines Wohnhauses durch Blitzschlag. Im selben Jahr kam es kriegsbedingt zu zahlreichen Plünderungen durch schwedische Truppen. Zahlreiche Einwohner fielen der Pest zum Opfer; ebenfalls kriegsbedingt wuchs die Steuerlast. Nachdem es zu weiteren Plünderungen durch die Schweden gekommen war, die letzten Einwohner den Ort verließen und die Herren von Erthal im Jahr 1645 die verlassenen Anwesen zu Abbruchszwecken an Bauern veräußerten, verhinderte eine Feldbewirtschaftung durch fünf „Hausgesessene“ im Jahr 1658 eine Wüstwerdung des Ortes. Auf Veranlassung des Würzburger Oberamtmanns Julius Gottfried von und zu Erthal wurden am 12. November 1669 die Grenzen des Ortes sowie der Erthalschen Güter zu den Nachbarorten festgelegt. Im Jahr 1697 forderte Hetzlos die Entrichtung der Steuern für die Äcker am Büchelberg nach Hetzlos und nicht nach Untererthal. Aus diesem Anlass pfändete Hetzlos 40 Garben Hafer vom Acker des Untererthaler Maurers Kunz Stichel, musste aber den Hafer auf Befehl des Fürstabtes wieder abgeben. Im Ja|hr 1714 kam es zum Konflikt mit den Untererthalern, die sich über das Hüterecht der Hetzloser am Büchelberg beschwerten und am 25. Juni 1714 die Hetzloser Herde von 56 Schweinen pfändete, diese verkaufte und den Erlös vertrank. Am 24. Oktober 1717 wurde vom Fuldaer Gericht entschieden, dass Untererthal für sein Vorgehen eine Entschädigung an Hetzlos zu entrichten hatte. Im Jahr 1775 entstand aus Steinen der durch den Dreißigjährigen Krieg zerfallenen Büchelburg die neue Hetzloser Kirche, die 1979 renoviert wurde. Im gleichen Jahr wurde die Schule des Ortes errichtet.

### Bayerisches Königreich
Am 19. September 1803 wurde Hetzlos fuldisches Lehen. Am 4. Dezember 1805 kam der Ort durch den fuldischen Lehenshof an das Amt Hammelburg. Im Jahr 1806 wurde das Ackerland am Büchelberg Bestandteil der Hetzloser Gemarkung. Ab demselben Jahr gehörte der Ort zur Provence de Fulde; vier Jahre später ging er an das Großherzogtum Frankfurt und gehörte mit dem Amt Hammelburg zu Bayern.

### Hetzlos nach 1945
Am 1. Mai 1978 wurde Hetzlos im Rahmen der Gemeindegebietsreform nach Oberthulba eingemeindet.